# Estàtua d'Arrancapins
L'escultura d'Arrancapins, és la segona de les escultures en ferro encarregades a l'artista Melchor Zapata per commemorar el 750è aniversari de la Fundació de la ciutat de Castelló i en record dels personatges que formaven la colla de 'Tombatossals'. L'escultura presenta a aquest gegant de força sobrehumana agenollat davant de l'arbre que acaba d'arrencar de la terra la planta amb les seves arrels davant la mirada del seu company d'aventures Tombatossals que l'observa des de lluny. L'escultura descansa sobre un basament que li fa tenir major altura al Carrer de Carlos Fabra Andres, 3, 12004 Castelló de la Plana.
Aquesta escultura està dins de la Guia Urbana d'escultures de Castelló. Te 8 rutes per a visitar més de 112 escultures que hi ha per la ciutat.
Els noms de Tombatossals, Bufanúvols i Arrancapins són d'allò més significatius a Castelló de la Plana. I existeixen diverses escultures que decoren diferents rotondes en què apareixen aquests mitològics personatges que tanta importància tenen en la història de la ciutat. Les tres escultures són obres de l'artista sevillà Melchor González Zapata.